# Могошоая
Могошоая (рум. Mogoșoaia) — комуна у повіті Ілфов в Румунії. До складу комуни входить єдине село Могошоая.
Комуна розташована на відстані 12 км на північний захід від Бухареста, 129 км на південь від Брашова.

## Населення
За даними перепису населення 2002 року у комуні проживали 5232 особи.
Національний склад населення комуни:
| Національність | Кількість осіб | Відсоток |
| -------------- | -------------- | -------- |
| румуни         | 4977           | 95,1%    |
| цигани         | 244            | 4,7%     |
| угорці         | 3              | 0,1%     |
| німці          | 3              | 0,1%     |
| українці       | 1              | < 0,1%   |
| італійці       | 1              | < 0,1%   |

Рідною мовою назвали:
| Мова       | Кількість осіб | Відсоток |
| ---------- | -------------- | -------- |
| румунська  | 5182           | 99,0%    |
| циганська  | 43             | 0,8%     |
| німецька   | 2              | < 0,1%   |
| угорська   | 1              | < 0,1%   |
| російська  | 1              | < 0,1%   |
| італійська | 1              | < 0,1%   |

Склад населення комуни за віросповіданням:
| Релігія                             | Кількість осіб | Відсоток |
| ----------------------------------- | -------------- | -------- |
| православні                         | 5104           | 97,6%    |
| баптисти                            | 29             | 0,6%     |
| лютерани                            | 24             | 0,5%     |
| адвентисти                          | 17             | 0,3%     |
| п'ятдесятники                       | 15             | 0,3%     |
| римо-католики                       | 13             | 0,2%     |
| бретрени                            | 7              | 0,1%     |
| мусульмани                          | 5              | 0,1%     |
| греко-католики                      | 1              | < 0,1%   |
| лютерани (Аугсбурзького сповідання) | 1              | < 0,1%   |
| юдеї                                | 1              | < 0,1%   |
| атеїсти                             | 1              | < 0,1%   |
| не вказали релігію                  | 1              | < 0,1%   |

## Зовнішні посилання
- Дані про комуну Могошоая на сайті Ghidul Primăriilor [Архівовано 22 червня 2012 у Wayback Machine.]